# اللواء السادس طيران (اليمن)
اللواء السادس طيران هو لواء طيران يمني، يتبع القوات الجوية والدفاع الجوي، يتمركز اللواء في قاعدة الديلمي الجوية بصنعاء، ضمن عمليات المنطقة العسكرية السابعة.